# Szelíd emberek
Irwin Shaw „Szelíd emberek” című színművének ősbemutatója 1939-ben volt New Yorkban. A magyarországi bemutatót Egri István rendezte (1962), a szereplők Sinkovits Imre, Bodrogi Gyula, Kállay Ilona voltak.

## Cselekmény
Két középkorú jóbarát horgászni jár szabadidejében. Mint az embereknek általában, nekik is megvannak a maguk hétköznapi, anyagi nehézségeik, de amikor horgászni mennek, övék a világ.
Amikor egy napon megint kirándulást terveznek déli vizekre, egy kemény fiatal gengszter jelenik meg mellettük váratlanul, és úgynevezett „védelmi pénzt” követel tőlük. Kénytelenek fizetni.
Egy nap a gengszter találkozik a lányukkal, és és kiderül, hogy az öregek sok év alatt nagy összeget gyűjtöttek össze egy új hajó megvásárlása érdekében. A gengszter most már az egész megtakarított pénzt követeli. A kétségbeesett halászok a törvényhez fordulnak. A bíróságon áldozatául esnek egy aljas bírónak, és elutasítja az ügyet. A gengszter már megállíthatlan. A saját kezükbe kell venniük az életüket. Valami hihető szöveggel elviszik a gengsztert egy rövid hajóútra, ahonnan az nem tud visszatérni. Elrűnik a víz mélyébe lökve.
A mese végén a horgászok immár megtervezhetik álmaik kirándulását Kuba partjaihoz, ahol „évente tizenegy hónapig meleg a víz és süt a nap”.